# قائمة قلاع سلوفاكيا

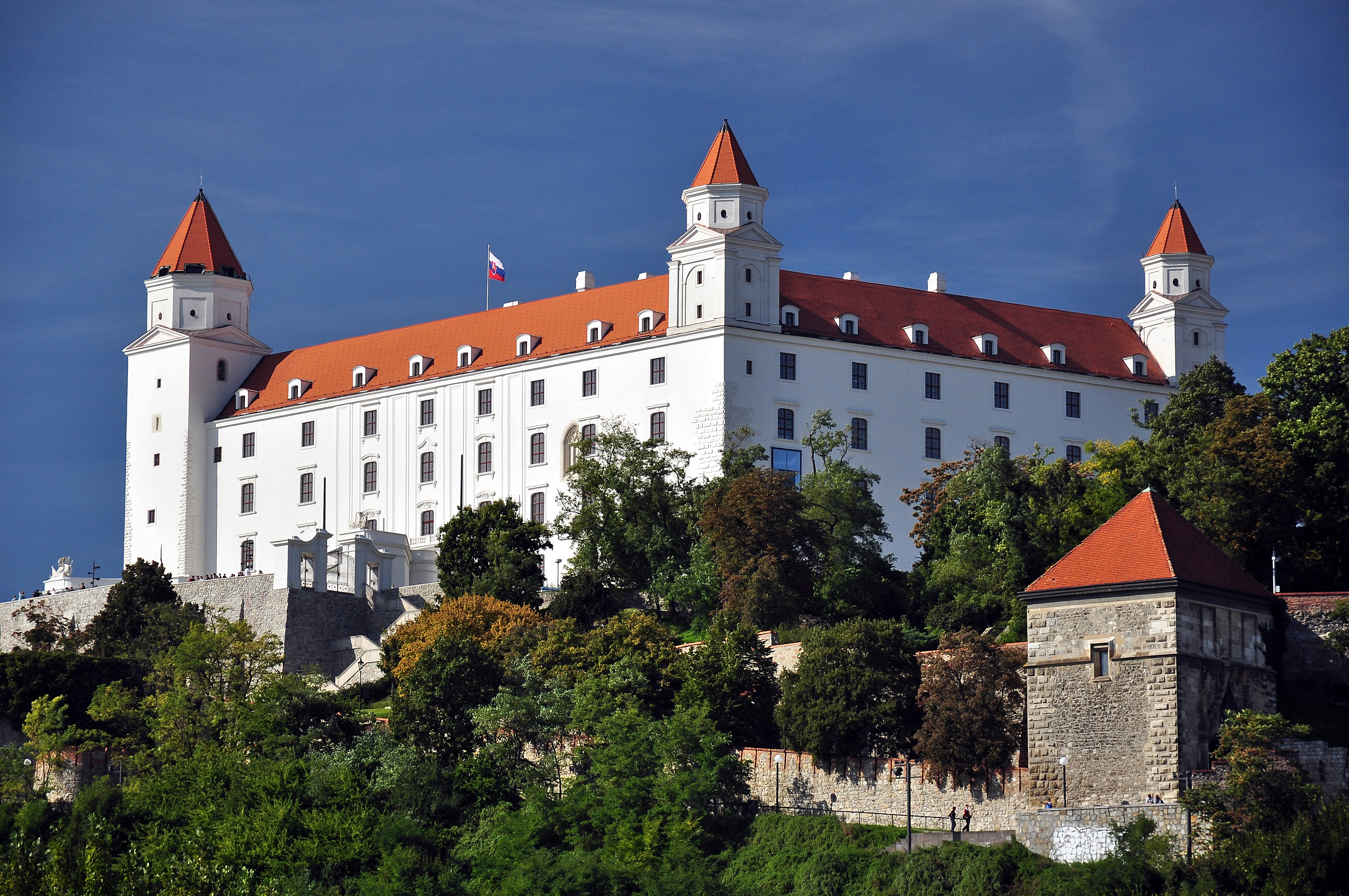
قلعة براتيسلافا

القَلْعَة هو حصن منيع يشيَّد في موقع يصعب الوصول إليه، وغالبًا ما يكون على قمة جبل أو مشرفًا على بحر، وقد وجد بعضها مشيداً على أرض منبسطة.

## قائمة قلاع سلوفاكيا
تحتوي هذه القائمة على أسماء القلاع في سلوفاكيا.
- بانسكا بيستريتسا
- بيتتشا

- سفاتي جور

- قلعة براتيسلافا

- مودري كامن

- هوميني